# Incident s falešným olympijským ohněm
K incidentu s falešným olympijským ohněm došlo roku 1956 v Sydney, když Barry Larkin, student veterinárního lékařství na univerzitě v Sydney, běžel s podomácku vyrobenou pochodní po trase skutečné olympijské pochodně. Tím oklamal diváky, policejní doprovod štafety i starostu Sydney, kteří uvěřili, že je skutečným běžcem štafety. The Independent incident označil za největší mystifikaci v historii olympijských her.

## Pozadí události
Před letními olympijskými hrami v roce 1956 neslo olympijskou pochodeň napříč Austrálií asi 3 000 běžců. Pochodeň nejprve putovala 29 hodin letadlem z Athén do Darwinu, kde byla předána prvnímu běžci, domorodému basketbalistovi Billymu Larrakeyeahovi. Atlet Harry Dillon pak měl s pochodní doběhnout na radnici v Sydney, kde mělo dojít k předání starostovi města, Patu Hillsovi, který měl posléze pronést projev a předat oheň dalšímu běžci.
Larkin a osm dalších studentů St John's College na univerzitě v Sydney plánovalo protest proti štafetě s olympijským ohněm. Jedním z důvodů protestu bylo, že štafetu s pochodní vymysleli nacisté pro letní olympijské hry v Berlíně v roce 1936.